# Novovjekovni brodolom u Viškoj vali
Ostatci novovjekovnog brodoloma mletačkog broda nalaze se u Viškoj vali, kod grada Visa.

## Opis
Na poziciji u blizini prolaza između otočića Host i rta na kojem je tvrđava sv. Juraj, na dubini od 50 metara na ravnom pješčanom dnu, 2014. i 2015. godine pronađeni su i potvrđeni ostaci brodoloma. Na površinskom sloju dna uočen je jedan brončani top, osam željeznih topova, topovske kugle i veliki broj nalaza koji pripadaju brodskoj opremi. Nalazi koji su vidljivi na površini dna rasprostranjeni su na površini približnih dimenzija 20 x 8 metara. Njihov položaj na dnu ukazuje da je brod nakon potonuća najvjerojatnije legao kobilicom na dno. Stanje in situ nedvosmisleno potvrđuje da je riječ o intaktnom lokalitetu novovjekovnog mletačkog brodoloma na kojem nije bilo devastacija i koji zbog svog položaja unutar viške uvale nije oštećen ribarskim alatima niti na bilo koji način devastiran. Za pretpostaviti je da se ispod pijeska nalazi potpuno očuvani donji dio broda sa svim nalazima.

## Zaštita
Pod oznakom Z-6815 zaveden je kao nepokretno kulturno dobro - arheologija, pravna statusa zaštićena kulturnog dobra, klasificirano kao "podvodna arheološka zona/nalazište".